# Wasting Time
«Wasting Time» —en español: «Perdiendo el tiempo»— es el segundo sencillo del álbum Cheshire Cat, de la banda Blink-182. Este es el segundo y último sencillo del álbum. No se lanzó ni se grabó un video musical para el sencillo.

## Formato
| Sencillo en CD |                |          |  |
| N.º            | Título         | Duración |  |
| 1.             | «Wasting Time» | 2:49     |  |
| 2.             | «Wrecked Him»  | 2:56     |  |
| 3.             | «Lemmings»     | 2:50     |  |
| 4.             | «Enthused»     | 2:43     |  |

- Datos: Q1446124